# Giovanni Battista Rogeri
Giovanni Battista Rogeri (Bologna, 1642 – 1710) è stato un liutaio italiano, che per gran parte della sua maturità ha lavorato a Brescia. Insieme a Gasparo da Salò e Giovanni Paolo Maggini, Rogeri fu uno dei maggiori produttori della scuola bresciana.
La famiglia Rogeri non deve essere confusa con la famiglia di Francesco Rugeri di Cremona, anch'essa importante famiglia di liutai.

## Citazioni
(Quattro secoli di liuteria di Tim Ingles (come riassunto su Cozio.com))